# Den ochrany osobních údajů
Mezinárodní den ochrany osobních údajů připadá na 28. leden, čímž připomíná datum, kdy v roce 1981 ve Štrasburku přijala Rada Evropy Úmluvu o ochraně osob se zřetelem na automatizované zpracování osobních údajů. Jednalo se o Úmluvu 108 Rady Evropy jakožto první právně závazný dokument zajišťující ochranu osobních údajů. Každé fyzické osobě měl zaručovat úctu k právům a základním svobodám, zejména pak zdůrazňoval právo na soukromý život se zřetelem k automatizovanému zpracování osobních údajů.
V roce 2007 proto Rada Evropy a Evropská komise vyhlásily tento den. Evropské státy při této příležitosti pořádají semináře a konference zabývající se aktuálními otázkami v oblasti ochrany osobních údajů.